# Slot van Stettin
Het Slot van Stettin (Duits: Stettiner Schloss) is een kasteel in de Poolse stad Szczecin, voorheen Stettin. Het is de vroegere residentie van de hertogen van Pommeren. Tot aan de verwoesting tijdens de Tweede Wereldoorlog was dit het best bewaarde gebouw bewaarde slot van de Greifen-dynastie, die uitstierf tijdens de Dertigjarige Oorlog. Na de heropbouw door de Volksrepubliek Polen is het hertogelijk slot tegenwoordig onder de naam Zamek Książąt Pomorskich (Slot van de Pommerse hertogen) een van de grootste cultuurcentra van het Woiwodschap West-Pommeren.
In 1346 werd begonnen met de bouw van het kasteel. De hertogen breidden het kasteel geregeld uit. Nadat Pommeren na de Vrede van Westfalen Zweeds werd in 1648 zetelde de Zweedse gouverneur in het slot. In 1720 kwam het gebied aan Pruisen toe na de Grote Noordse Oorlog. Onder de Pruisische overheersing werden vele renaissance-elementen weggehaald
In 1944 werd het slot gebombardeerd en verwoest. In 1945 kwam de stad Stettin aan Polen toe. Vanaf 1948 werden er archeologische onderzoeken gedaan in de ruïnes. Van 1958 tot 1980 werd het kasteel in renaissancestijl herbouwd zoals het er in de 16de eeuw uitgezien had.